# 三尖野豌豆
三尖野豌豆（学名：Vicia ternata）为豆科野豌豆属下的一个种。